# Comté de Waushara
Le comté de Waushara est un comté situé dans l'État du Wisconsin aux États-Unis. Son siège est Wautoma.
Selon le recensement de 2000, sa population était de 23 154 habitants.